# Guadalupe Cuautlalpan

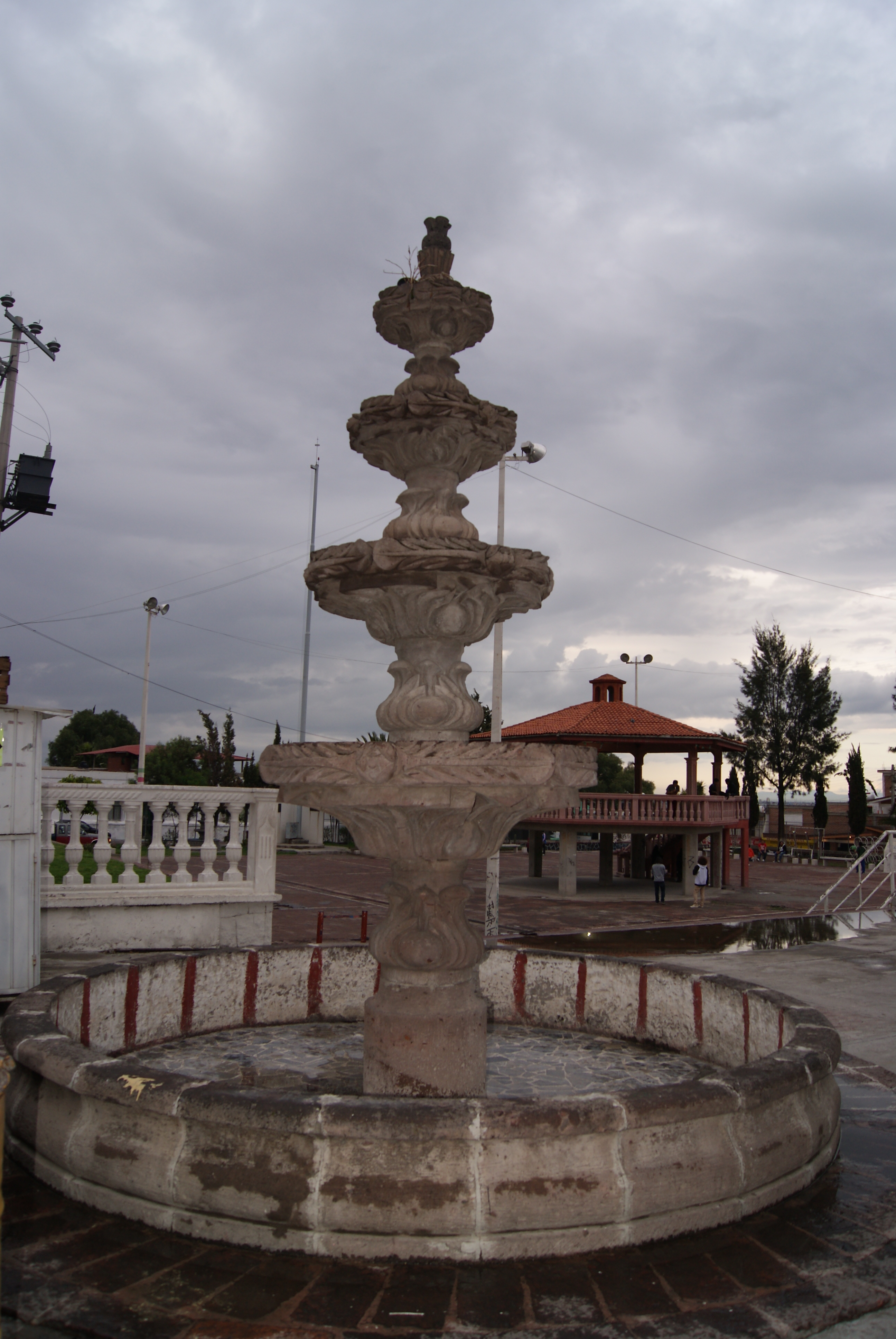
La Plaza de Guadalupe Victoria sobre la Avenida Nacional, una avenida paralela a la Vía José López Portillo

Guadalupe Cuautlalpan, también conocido Guadalupe Victoria, es uno de los 9 pueblos del municipio de Ecatepec de Morelos, en Estado de México. Esta ubicado en la zona occidental del municipio sobre la Vía José López Portillo y la Sierra de Guadalupe. 
El nombre original de este pueblo es Guadalupe Coatlalpan, que en náhuatl significa «lugar de piedras rojizas», «donde abundan las serpientes» o «lugar de cuchillos de piedra». La localidad fue rebautizada en honor a Guadalupe Victoria, primer presidente de México. Su fiesta patronal es el 12 de diciembre en honor a  Santa María de Guadalupe.

## Geografía
Se ubica en el occidente del municipio a 6 km de San Cristóbal Ecatepec, colinda al norte con las colonias Luis Donaldo Colosio y Alborada Jaltenco, al sur con la Sierra de Guadalupe (México), al este con San Cristóbal Ecatepec y al oeste con el municipio de Coacalco de Berriozábal.
Es uno de los pueblos más grandes del municipio junto con sus pueblos hermanos de Santa María Chiconautla y San Cristóbal Ecatepec ya que abarca desde la Carretera Federal 136 (Texcoco-Lechería) hasta la Avenida de los trabajadores en límites con Coacalco de Berriozábal
Posee una población de 8900 personas donde aproximadamente 3000 personas son menores y 6000 mayores de edad